# Tenay
Tenay település Franciaországban, Ain megyében. Lakosainak száma 1024 fő (2022. január 1.). Tenay Arandas, Argis, La Burbanche, Chaley, Évosges és Plateau d'Hauteville községekkel határos.

## Népesség
A település népessége az elmúlt években az alábbi módon változott:
| Lakosok száma | 1993 | 1571 | 1356 | 1100 | 1067 | 1053 | 1035 | 1014 | 1012 | 1024 |
|               | 1968 | 1982 | 1990 | 2006 | 2013 | 2015 | 2017 | 2019 | 2020 | 2022 |